# Roger Karwiński
Roger Kryspin Karwiński (ur. 3 czerwca 1994 w Sosnowcu) – polski aktor dziecięcy, który zdobył popularność dzięki roli Adama Skalskiego w serialu telewizyjnym Niania.

## Życiorys
Ma dwie przyrodnie starsze siostry ze strony matki. Uczęszczał do III Liceum Ogólnokształcącego im. Wincentego Styczyńskiego w Gliwicach. Mieszka na Śląsku. 31 sierpnia 2024 ożenił się z Dominiką Liwską.
Wystąpił w dziecięcym programie telewizyjnym Od przedszkola do Opola. Jako aktor zadebiutował w 2004 rolą księcia Edwarda Tudora, głównego bohatera musicalu Książę i żebrak (reż. Dariusz Wiktorowicz) wystawianym w Teatrze Dzieci Zagłębia w Będzinie. Popularność zyskał rolą Adama Skalskiego, jednego z podopiecznych głównej bohaterki w serialu telewizyjnym Niania. Roger Karwiński grał w Teatrze Polskiego Radia, a jego pierwszą tam rolą była rola Damiana w słuchowisku Plazmowa pułapka. Dubbingował w serialu Nie ma to jak hotel i w filmie Re-Animated (Logan). W 2012 uruchomił kanał w serwisie YouTube, na którym prezentuje poradniki wideo do znanych gier komputerowych i prowadzi program Z kamerą w internetach.

## Filmografia

### Seriale
- 2009: Plebania jako uczeń (odc. 1229)
- 2008: Na Wspólnej jako Adam Skalski (odc. 1000)
- 2005–2009: Niania jako Adam Skalski

### Dubbing
- 2010: Scooby Doo: Wakacje z duchami jako Luke
- 2009: Scooby-Doo: Strachy i patałachy
- 2008: Fallout 3
- 2008: Gwiezdny zaprzęg jako Billy
- 2008: Kudłaty zaprzęg
- 2006: Co gryzie Jimmy’ego? jako Logan
- 2005: Nie ma to jak hotel jako Jeremy (odc. 29)

## Teatr
- Musical Oliver – Teatr Rozrywki w Chorzowie – jako Szelma[2]
- High School Musical – Gliwicki Teatr Muzyczny[3]
- Książę i Żebrak – Teatr Dzieci Zagłębia
- Akademia Pana Kleksa – Teatr Muzyczny Roma
- Makbet – Chorzowskie Centrum Kultury

## Programy
- 2003: Od przedszkola do Opola – uczestnik programu
- 2006: Rozmowy w toku – uczestnik programu (odc. Mój dzieciak robi karierę!)